# جورج دبليو. إنجلش
جورج دبليو. إنجلش (بالإنجليزية: George W. English)‏ هو قاضي ومحامي وسياسي أمريكي، ولد في 15 مايو 1866، وتوفي في 19 يوليو 1941. انتخب عضو مجلس نواب إلينوي.